# 大笹生
大笹生（おおざそう）は、福島県福島市の地名で、大半が信陵支所所管にあたる信陵地域内、一部が飯坂支所所管にあたる飯坂地域内である。本項ではかつて同地域に所在した信夫郡大笹生村についても述べる。

## 地理
大部分が山林地帯及び山岳地帯であるが、平地の広がる東側では果樹栽培や稲作を中心とする田園地帯である。信陵通り沿線の十六沼公園周辺やフルーツライン沿線では公共施設や観光果樹園、商店なども立地している。
大笹生（おおざそう）は、福島市北西部にあり、同市笹谷の西部、飯坂地域の南部に隣接し、山形県との県境及び米沢市（板谷）との市境にあたる。北で飯坂町中野と、北東で飯坂町平野と、東で福島市と、南東で南沢又と、南で笹木野と、南西で町庭坂、李平と、西で山形県米沢市（板谷、万世町刈安）と隣接する。地形は、西側の山間部より扇状地が形成されている。気候は内陸性の特色を持ち、果樹栽培が盛んに行われている。冬季は、大笹生地区の北西〜西北西、米沢方面から栗子峠、板谷峠を経て日本海側の雪雲が流れ込みやすく、福島市内では局地的に積雪が多い。
河川
- 松川
- 八反田川
- 北八反田川
- 小川
- 菱川
- 大滝川

山岳
- 烏帽子ヶ岳
- 黒森山
- 台山
- 鬼越山

湖沼
- 十六沼
- 大笹生ダム

## 字
信陵支所管轄（信陵地域）
- 赤岩
- 赤坂
- 赤田
- 赤沼
- 阿久地
- 愛宕
- 雨沼
- 荒田
- 安養寺
- 池田
- 石坂
- 石田
- 一本松
- 井戸尻
- 糸柳
- 井ノ面
- 芋畑
- 兎橋
- 内田
- 内町
- 鰻堀

- 姥岩
- 馬洗場
- 大倉
- 大倉前
- 大平
- 大畑
- 鬼越山
- 折戸
- 折戸前
- 海道上
- 海道下
- 返シ町
- 柿畑
- 影市
- 粕内
- 粕屋
- 片平
- 家内神
- 蟹沢
- 鹿ノ畑
- 上河原

- 上新田
- 叺内
- 紙漉内
- 上戸内
- 神ノ裏
- 上ノ寺
- 神ノ前
- 上ノ町
- 上平地内
- 川久保
- 川子坂
- 川前
- 川南
- 河原
- 木揚場
- 北鬼渕
- 北田
- 北台
- 北綱島
- 北向
- 北谷地

- 狐林
- 行人田
- 金花山
- 銀山
- 金田
- 銀田
- 久佐屋敷
- 久地木
- 久保田
- 熊野前
- 栗清水
- 五反田
- 子畑
- 五郎内
- 作内
- 作田
- 桜内
- 桜畑
- 笹ノ口
- 座敷田
- 座頭石

- 座頭町
- 沢
- 沢入
- 沢久保
- 沢目
- 三本木
- 下川子坂
- 下ノ寺
- 下平地内
- 朱田
- 白畑
- 神宮内
- 新田
- 神明
- 神明裏
- 神明前
- 水性檀
- 杉沢
- 摺臼内
- 堰根
- 堰端

- 堰場
- 反町
- 台
- 台田
- 台山
- 高地
- 高林
- 宝沢
- 竹ノ内
- 竹ノ内前
- 竹ノ花
- 田尻
- 舘
- 舘ノ内
- 舘ノ北
- 舘ノ腰
- 舘ノ西
- 田中
- 茶畑
- 長老檀
- 塚田

- 月崎
- 釣瓶
- 鶴巻
- 寺田
- 寺町
- 道海檀
- 道海檀上
- 藤蔵古屋
- 堂ノ上
- 栃窪
- 百度目木
- 戸ノ内
- 富内
- 豊内
- 中鹿野
- 中川
- 中田
- 中寺
- 中ノ内
- 仲畑
- 中平地内

- 中南
- 中村
- 中谷地
- 鍋釜
- 鍋田
- 成田
- 西荒
- 西川
- 西川子坂
- 西田
- 西舘
- 西綱島
- 沼ノ山
- 野寺内
- 白山
- 八幡
- 羽根通
- 羽根山
- 幅ノ上
- 浜渕
- 早坂

- 林根
- 原
- 原小屋
- 原下
- 原西
- 原ノ下
- 原前
- 東荒
- 備中
- 日照田
- 吹矢
- 福田
- 藤ノ内
- 藤ノ町
- 古舘前
- 風呂屋
- 鳳台寺
- 細柳
- 前川子坂
- 前久保
- 前谷地

- 孫ノ内
- 町尻
- 松木田
- 的場
- 爼板山
- 三島
- 水抜上
- 緑田
- 水口
- 南荒
- 南鬼渕
- 南折戸
- 南綱島
- 南富内
- 南幅
- 蓑首内
- 宮
- 宮ノ下
- 宮ノ前
- 杢内
- 向平

- 狢畑
- 森
- 森子林
- 森向
- 八百地
- 薬師
- 薬師原
- 柳町
- 矢野目畑
- 藪屋敷
- 山神
- 山神前
- 山根
- 山ノ下
- 雪小屋
- 横裏
- 横西
- 横堀
- 林合内
- 若柳

飯坂支所管轄（飯坂地域）
- 釜平
- 中沢
- 中沢西
- 中道

## 歴史
- 1889年4月1日 - 町村制施行により、信夫郡大笹生村が単独で自治体を形成。
- 1955年3月31日 - 福島市に編入され、福島市大笹生となる。

## 世帯数と人口
2017年（平成29年）6月30日現在の世帯数と人口は以下の通りである。
| 大字   | 地域 | 世帯数  | 人口    |
| ------ | ---- | ------- | ------- |
| 大笹生 | 信陵 | 872世帯 | 2,285人 |
| 大笹生 | 飯坂 | 6世帯   | 17人    |
| 計     | 計   | 880世帯 | 2,302人 |

### 人口の推移
| 年     | 世帯数（世帯） | 人口（人） |
| ------ | -------------- | ---------- |
| 1889年 | 370            | 2,617      |
| 1920年 | 472            | 2,809      |
| 1947年 | 655            | 3,839      |
| 2012年 | 841            | 2,533      |

## 施設

### 教育
- 福島市立大笹生小学校
- 福島県立大笹生支援学校
- 福島市立大笹生幼稚園

### 公園
- 十六沼公園

### 観光
- ふくしまスカイパーク

## 交通

### 鉄道
東日本旅客鉄道（JR東日本）奥羽本線（山形線）が域内の南部を通過する。最寄り駅は町庭坂に所在する庭坂駅もしくは板谷に所在する板谷駅が挙げられる。
かつては域内に赤岩駅が存在していたが、2021年（令和3年）3月12日に廃止された。

### バス
福島交通路線バス
- （福島駅・医大方面） - 三本木 - 水口 - 大笹生 - 東禅寺前 - 折戸
- （福島駅・医大方面） - 綱島 - 荒古屋
- （福島駅方面） - 羽根通 - 座頭町 - 十六沼公園 - 川子坂 - （飯坂町中野方面）

### 道路
高速道路
- 東北中央自動車道：福島大笹生インターチェンジ (7)

一般道
- 国道13号（万世大路）
- 福島県道5号上名倉飯坂伊達線（フルーツライン）
- 福島県道312号折戸笹谷線
- 福島市道15号笹谷中野線（萬世大路）
- 福島市道16号横堀石田線
- 福島市道17号鳥川大笹生線
- 福島市道18号松北町折戸線
- 福島西部広域農道